# Châtel-Saint-Denis
Châtel-Saint-Denis je naselje i općina u švicarskom kantonu Fribourgu. Sjedište je kantonalnog distrikta Veveyse.

## Zemljopis
Naselje se nalazi na brježuljkastom području Švicarske visoravni u podnožju švicarskih Alpi, zapadno od vrha Dent de Lys koji je s 2 014 m najviši vrh na području općine. Kroz naselje protječe rijeka Veveyse koja se 9 kilometara nizvodno ulijeva u Ženevsko jezero.
Površina općine je 47.89 km2. Na području općine nalazi se i naselje Les Paccots.

## Povijest
Châtel-Saint-Denis razvit će se na području vlastelinstva Fruence koje se imenom spominje 1095. godine. Vlastelinstvom je vladala istoimena obitelj koja je na mjestu danas zvanom Vieux Chatel (Stari Kaštel) sagradila prvi zamak. Krajem 13. stoljeća osiromašena obitelj prodaje svoje posjede savojskom grofu Amadeu V. koji će 1297. napustiti stari zamak i započeti gradnju novog na području današnjeg Châtel-Saint-Denis. 1305. dovršene su obrambene zidine.
1513. godine zamak i vlastelinstvo prodani su kantonu Fribourg, koji će ih, nakon kratkotrajnog gubitka, konačno osvojiti 1536. godine.